# Giuseppe Saragat
Giuseppe Saragat (AFI ['saragat]) (Turín, 19 de septiembre de 1898-Roma, 11 de junio de 1988) fue ministro de asuntos exteriores de Italia (de 1963 a 1964) y quinto presidente de la República italiana, desde 1964 hasta 1971. 
Giuseppe Saragat fue un político socialista moderado. Abandonó el Partido Socialista Italiano en 1947 al no estar conforme con la estrecha alianza que mantenía en aquel momento su partido con el Partido Comunista Italiano y fundó un nuevo partido político que pronto se convirtió en Partido Socialista Democrático Italiano, del que fue líder el resto de su vida.
| Predecesor: Cesare Merzagora (interino) | Presidente de la República Italiana 1964 - 1971 | Sucesor: Giovanni Leone |

- Datos: Q1238
- Multimedia: Giuseppe Saragat / Q1238